# Jean-Gabriel Revault d'Allonnes
Pour les articles homonymes, voir Revault d'Allonnes.
Jean-Gabriel Revault d'Allonnes (Louannec, 13 août 1914 - Pagney, 28 mai 1994) est un militaire français, Compagnon de la Libération. Saint-cyrien servant dans les troupes coloniales, il choisit en 1940 de se rallier à la France libre. Au sein de la 2e division blindée, il participe aux combats d'Afrique du nord, à la libération de la France et à l'invasion de l'Allemagne. Poursuivant sa carrière militaire après la Seconde Guerre mondiale, il participe à la guerre d'Indochine et commande différentes unités. Il occupe également plusieurs fois le poste d'attaché militaire auprès de diverses ambassades françaises à l'étranger ainsi que des fonctions d'état-major et de chef de mission militaire auprès d'instances internationale. Gravissant les échelons jusqu'au grade de général de corps d'armée, il devient ensuite expert auprès des Nations unies.

## Biographie

### Jeunesse et engagement
Fils de Gabriel Revault d'Allonnes, psychiatre et agrégé de philosophie, Jean-Gabriel naît le 13 août 1914 à Louannec, alors dans les Côtes-du-Nord,. Aîné d'un frère prénommé Michel, né en 1917, et du philosophe Olivier Revault d'Allonnes, leur mère est la petite-fille de l'écrivain Ernest Renan,. Il fait ses études au lycée Charlemagne, au lycée Janson-de-Sailly puis au lycée Saint-Louis. En 1934, il entre à l'école spéciale militaire de Saint-Cyr, dans la promotion "Roi Alexandre 1er", d'où il sort en 1936 en choisissant de servir dans l'infanterie coloniale. Envoyé en Afrique-Occidentale française, il est affecté au 1er régiment de tirailleurs sénégalais de 1937 à 1938 puis part au Niger où il est muté au 3e bataillon de tirailleurs sénégalais. Il s'y trouve toujours au moment où la Seconde Guerre mondiale est déclenchée.

### Seconde Guerre mondiale
Refusant l'armistice du 22 juin 1940, il part pour le Nigeria avec vingt-quatre de ses hommes afin de rejoindre les troupes britanniques. Cependant, ces dernières, encore peu au courant de l'appel du général de Gaulle, les remettent aux autorités françaises, désormais dirigées par le régime de Vichy, qui emprisonnent Jean-Gabriel Revault d'Allonnes à Zinder. Libéré le 14 juillet et faisant encore officiellement parti de l'armée d'armistice, il est muté dans une nouvelle unité mais profite de son déplacement vers son affectation pour s'évader et regagner à nouveau le Nigeria le 17 juillet. Après plusieurs jours de voyage il parvient, via la Gold Coast, à se rendre au Cameroun où il arrive le 28 août alors que ce territoire vient tout juste de se rallier à la France libre. Aussitôt engagé dans les forces françaises libres, il est affecté au 3e bataillon du 1er régiment de tirailleurs du Cameroun (3/RTC) avec lequel il participe à la campagne du Gabon.
En décembre 1940, Jean-Gabriel Revault d'Allonnes prend le commandement de la 1re compagnie du 3/RTC qui est devenu bataillon de marche no 4. Il prend part à la campagne de Syrie durant laquelle il est blessé par balle au bras le 10 juin 1941, puis le 21 juin par éclat d'obus, à nouveau au bras. À l'issue de cette campagne en juillet 1941, il devient instructeur à Damas pour les élèves-aspirants. Passé ensuite au bataillon de marche no 11, il participe en Libye aux combats sur la ville de Giarabud. En septembre 1942, il part pour l'Afrique-Équatoriale française où il rejoint la colonne "Leclerc". Au sein de celle-ci, il fait partie du régiment de tirailleurs sénégalais du Tchad (RTST) avec lequel il prend part aux campagnes du Fezzan et de Tripolitaine de décembre 1942 à février 1943. Entretemps, il apprend la mort de son frère Michel, sous-marinier à bord de l'Argonaute, resté au service de l'armée d'armistice et coulé par les avions du porte-avions HMS Furious le 8 novembre 1942 lors de l'opération Torch,. La colonne "Leclerc" étant devenue la Force "L", Jean-Gabriel Revault d'Allonnes est ensuite engagé dans la campagne de Tunisie où il prend le commandement de la 12e compagnie de son régiment en remplacement de son commandant, tué en mars 1943. Après que la Force "L" a changé de nom pour devenir la 2e division française libre (2e DFL), le RTST est à son tour renommé pour devenir en juillet 1943 le régiment de marche du Tchad dans lequel Jean-Gabriel Revault d'Allonnes fait partie du 1er bataillon. Le mois suivant, la 2e DFL devient la 2e division blindée (2e DB) et s'entraîne pendant plusieurs mois au Maroc avant d'être transférée en Angleterre en avril 1944.
Le capitaine Revault d'Allonnes est affecté au groupement tactique du colonel Dio en tant qu'officier d'état-major. Débarqué en Normandie le 1er août 1944, il participe à la bataille de Normandie, durant laquelle il est blessé deux fois, à la libération de Paris puis à la bataille des Vosges. Le 26 septembre 1944, il reçoit la Croix de la Libération des mains du général de Gaulle. Il suit ensuite la 2e DB dans l'invasion de l'Allemagne et termine la guerre à Berchtesgaden.

### Après-guerre
Poursuivant sa carrière militaire, il devient attaché militaire aux ambassades françaises de Colombie, du Venezuela et de l'Équateur. Il est promu chef de bataillon en 1948 et prend le commandement du 1er régiment d'infanterie coloniale avant d'être détaché au SDECE. Élève de l'école supérieure de guerre de 1950 à 1952, il combat ensuite en Indochine jusqu'en 1954. Il retrouve le monde diplomatique de 1957 à 1961 comme attaché militaire à l'ambassade de France au Portugal. À son retour en France, il est promu colonel et commande le bureau personnel d'état-major de la DPMAT à Paris. De 1963 à 1964, il est chef de corps du 43e régiment blindé d'infanterie de marine à Offenbourg.
En septembre 1966, Jean-Gabriel Revault d'Allonnes est promu général de brigade et est adjoint du gouverneur militaire de Paris jusqu'en 1967. Il est ensuite affecté en Martinique où il commande le groupe militaire Antilles-Guyane de 1968 à 1970. Il revient en métropole avec le grade de général de division et commande la 23e division militaire territoriale de Rouen de 1971 à 1972. Il est chef de la mission militaire française auprès des forces alliées du secteur centre-Europe de 1972 à 1973 puis chef de la mission militaire française du comité militaire du Conseil de l'Atlantique nord. En avril 1974, il est promu général de corps d'armée peu de temps avant de prendre sa retraite militaire. Passé dans le civil, il devient de 1974 à 1978 expert auprès de l'ONU pour la prévention des catastrophes.
Jean-Gabriel Revault d'Allonnes meurt le 28 mai 1994 à Pagney dans le Jura où il est inhumé.

## Décorations
|  |  |  |  |  |  |
|  |  |  |  |  |  |
|  |  |  |  |  |  |
|  |  |  |  |  |  |
|  |  |  |  |  |  |
|  |  |  |  |  |  |

| Commandeur de la Légion d'honneur                                    | Commandeur de la Légion d'honneur                                    | Compagnon de la Libération                           | Compagnon de la Libération                           | Grand-croix de l'Ordre national du Mérite                                                            | Grand-croix de l'Ordre national du Mérite                                                            |
| Croix de guerre 1939-1945                                            | Croix de guerre 1939-1945                                            | Croix de guerre des Théâtres d'opérations extérieurs | Croix de guerre des Théâtres d'opérations extérieurs | Médaille des évadés                                                                                  | Médaille des évadés                                                                                  |
| Croix du combattant volontaire Avec agrafe "Guerre 1939-1945"        | Croix du combattant volontaire Avec agrafe "Guerre 1939-1945"        | Chevalier de l'Ordre du Mérite maritime              | Chevalier de l'Ordre du Mérite maritime              | Médaille coloniale Avec agrafes "AFL", "Libye", "Fezzan-Tripolitaine", "Tunisie" et "Extrême-Orient" | Médaille coloniale Avec agrafes "AFL", "Libye", "Fezzan-Tripolitaine", "Tunisie" et "Extrême-Orient" |
| Médaille commémorative des services volontaires dans la France libre | Médaille commémorative des services volontaires dans la France libre | Médaille commémorative de la campagne d'Indochine    | Médaille commémorative de la campagne d'Indochine    | Military Cross (Royaume-Uni)                                                                         | Military Cross (Royaume-Uni)                                                                         |
| Officier de l'Ordre national du Vietnam (Vietnam)                    | Officier de l'Ordre national du Vietnam (Vietnam)                    | Croix de la Vaillance avec palme (Vietnam)           | Croix de la Vaillance avec palme (Vietnam)           | Commandeur de l'Ordre du Nichan Iftikhar (Tunisie)                                                   | Commandeur de l'Ordre du Nichan Iftikhar (Tunisie)                                                   |
| Officier de l'Ordre de l'Étoile noire (Bénin)                        | Officier de l'Ordre de l'Étoile noire (Bénin)                        | Officier de l'Ordre de l'Étoile noire (Bénin)        | Commandeur de l'Ordre du Mono (Togo)                 | Commandeur de l'Ordre du Mono (Togo)                                                                 | Commandeur de l'Ordre du Mono (Togo)                                                                 |